# Лоймулохи

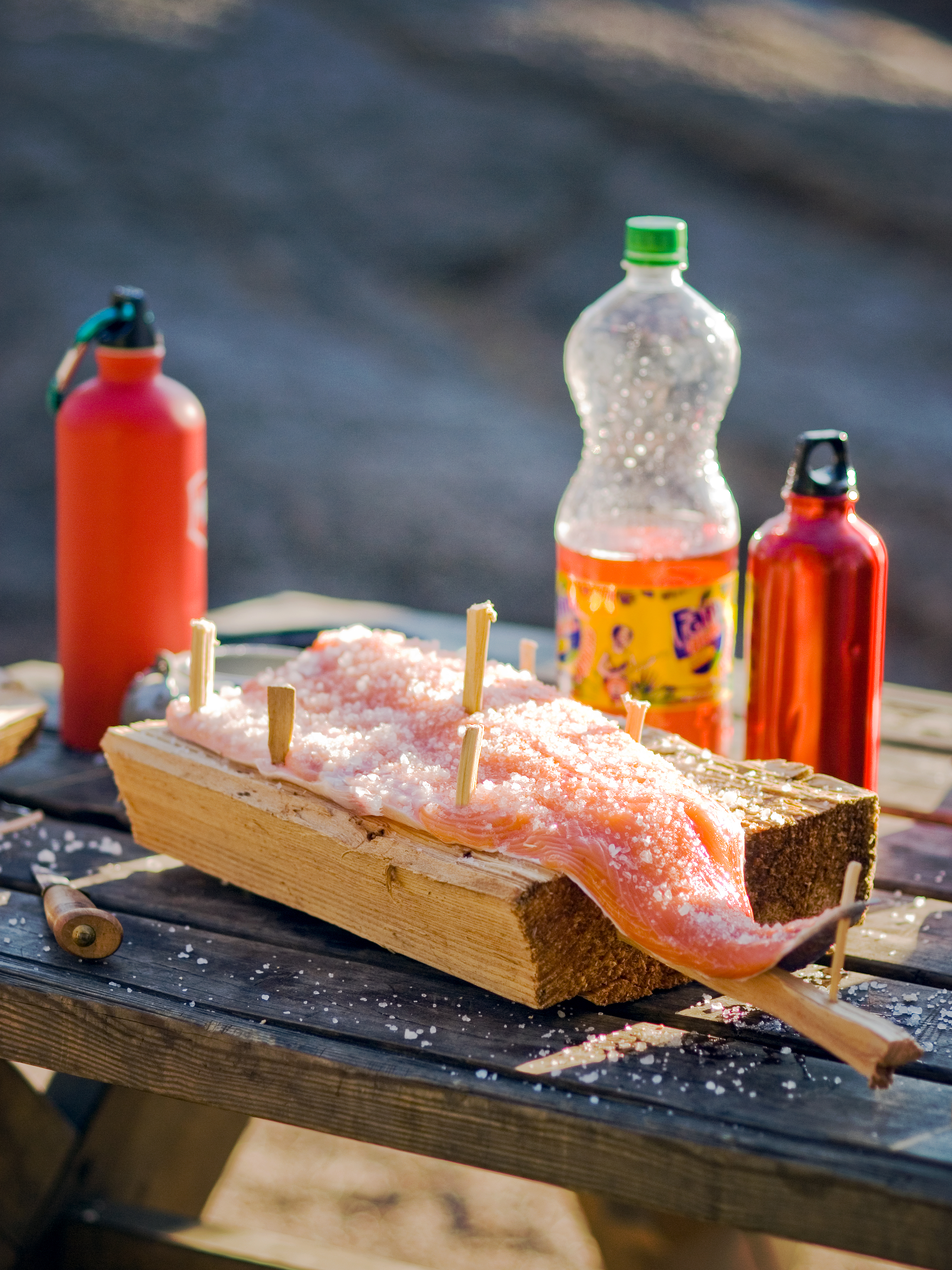
Радужная форель, прибитая к доске с помощью деревянных гвоздей, готова к приготовлению

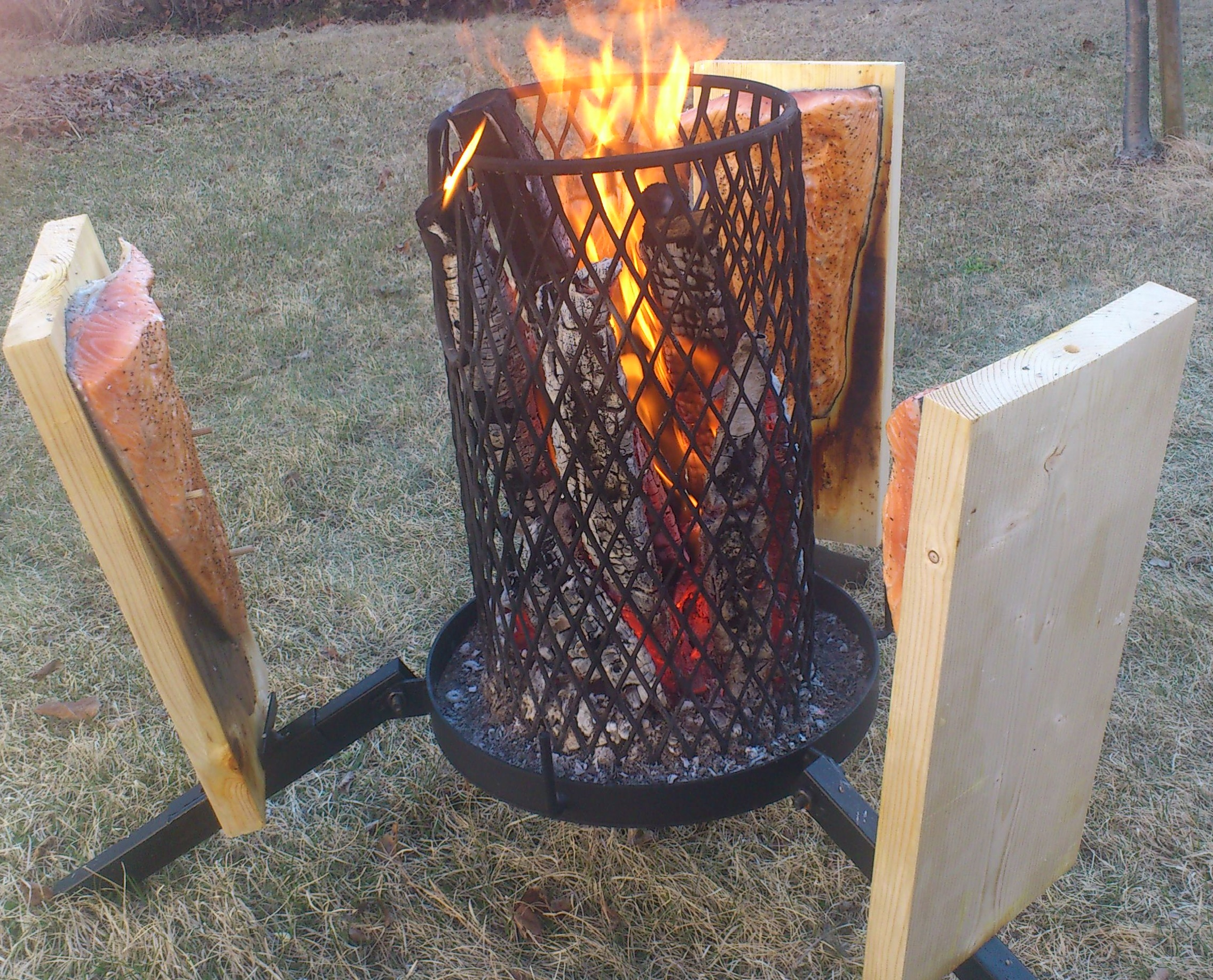
Готовящийся лосось

Лоймулохи (фин. Loimulohi или loimutettu lohi, буквально «пылающий лосось») — финское рыбное блюдо или способ приготовления, при котором лосось (или радужная форель) прибивается к доске деревянными колышками и готовится над жаром открытого огня. Деревянные колышки используются вместо обычных гвоздей, потому что при использовании обычные гвозди могут слишком нагреться и поджарить мясо вокруг них, или рыба может упасть на землю. Доски располагаются возле огня вертикально и под углом. Лоймулохи также подаётся как уличная еда.